# オイテル
オイテル株式会社（英: OiTr, Inc.）は、東京都新宿区に本社を置くIoT企業。トイレ内での生理用品の無料提供サービス「OiTr（オイテル）」を展開している。

## 概要
小村大一がビジネスで社会問題の解決に寄与したいとの思いから創業。2016年11月、YUCHANT Bankers株式会社を設立。後に、サービス名の呼称であるオイテル株式会社に商号を変更している。
生理用品を提供するディスペンサーにデジタルサイネージを搭載し、広告収入により生理用品の無料提供を実現している。2024年6月時点で専用アプリは100万ダウンロードを突破している。

## 沿革
- 2016年11月 - 東京都世田谷区にYUCHANT Bankers株式会社を設立。
- 2020年3月 - オイテル株式会社へ商号変更。
- 2020年8月 - 本社を東京都品川区へ移転。
- 2021年11月 - 本社を東京都港区へ移転。
- 2022年9月 - 株式会社KeyHolderと資本業務提携[4]。
- 2023年5月 - 本社を東京都新宿区へ移転。

## 受賞歴
- 2023年 - 「第8回女性の明日大賞2023」ソーシャル部門優秀賞（株式会社ハー・ストーリィ）[5]
- 2024年 - 日経クロストレンドの「未来の市場をつくる100社」に選出[6]